# 全日本学生柔道選手権大会
全日本学生柔道選手権大会（ぜんにほんがくせいじゅうどうせんしゅけんたいかい）は、日本で開催されていた学生柔道の個人戦大会。
主に毎年秋に、大阪市の府立体育会館や大阪市中央体育館、東京の日本武道館で開催されていた。

## 概説
1951年に全日本学生柔道連盟の結成を記念して全日本学生東西対抗大会が開催された際、併せて翌日に同じ会場で体重無差別の個人戦を開催する事となったのが起源であった。なお、戦前に2度、全国の大学の先輩・学生が団結して全国学生柔道大会（東西対抗団体戦・個人戦）が計画ないし開催されており、そちらとは直接的な関係は無いものの、諸先輩の意志を継ぐという観点から戦前も通算し1951年大会を“第3回大会”と銘打った経緯がある。
翌52年には別日程で団体戦の全日本学生優勝大会も開催され、これら主要大会の実施は戦後の学生柔道界の発展に大きく寄与する事となった。
1963年には新たに体重別の個人戦も設けられた。その後、幾度かの階級変更を経て1982年には体重別の個人戦が正力松太郎杯全日本学生柔道体重別選手権大会として分離独立。1987年には女子の無差別個人戦も新たに開始されるなどしたが、諸般の事情により1998年の第50回記念大会を以って大会の幕が閉じられた。

## 歴代優勝選手
| 回 | 開催年 | 開催月日 | 会場               | 男子       | 男子     |
| 回 | 開催年 | 開催月日 | 会場               | 無差別級   | 無差別級 |
| -- | ------ | -------- | ------------------ | ---------- | -------- |
| 3  | 1951年 | 10月21日 | 大阪球場特設試合場 | 金子泰興   | 明治大学 |
| 4  | 1952年 | 11月9日  | 大阪球場特設試合場 | 曽根康治   | 明治大学 |
| 5  | 1953年 | 11月15日 | 大阪府立体育会館   | 末木茂     | 明治大学 |
| 6  | 1954年 | 11月14日 | 大阪府立体育会館   | 石橋毅次郎 | 明治大学 |
| 7  | 1955年 | 11月13日 | 大阪府立体育会館   | 松下三郎   | 日本大学 |
| 8  | 1956年 | 11月11日 | 大阪府立体育会館   | 米田圭佑   | 天理大学 |
| 9  | 1957年 | 11月10日 | 大阪府立体育会館   | 松下三郎   | 日本大学 |
| 10 | 1958年 | 11月9日  | 大阪府立体育会館   | 優勝預り   | 優勝預り |
| 11 | 1959年 | 11月15日 | 大阪府立体育会館   | 重松正成   | 明治大学 |
| 12 | 1960年 | 11月6日  | 大阪府立体育会館   | 重松正成   | 明治大学 |
| 13 | 1961年 | 11月5日  | 大阪府立体育会館   | 古賀武     | 日本大学 |
| 14 | 1962年 | 11月4日  | 大阪府立体育会館   | 朝田紀明   | 明治大学 |

| 回 | 開催年 | 開催月日 | 会場             | 男子       | 男子         | 男子     | 男子     | 男子       | 男子     | 男子     | 男子     |
| 回 | 開催年 | 開催月日 | 会場             | 軽量級     | 軽量級       | 中量級   | 中量級   | 重量級     | 重量級   | 無差別級 | 無差別級 |
| -- | ------ | -------- | ---------------- | ---------- | ------------ | -------- | -------- | ---------- | -------- | -------- | -------- |
| 15 | 1963年 | 11月9日  | 大阪府立体育会館 | 花島紀久雄 | 拓殖大学     | 遠刕信一 | 天理大学 | 石原賢信   | 明治大学 | 白崎淳悦 | 日本大学 |
| 16 | 1964年 | 11月8日  | 大阪府立体育会館 | 松田博文   | 関西大学     | 関根忍   | 中央大学 | 上野武則   | 明治大学 | 坂口征二 | 明治大学 |
| 17 | 1965年 | 11月6日  | 大阪府立体育会館 | 園田義男   | 電子工業大学 | 丸木英二 | 関西大学 | 笹原富美雄 | 天理大学 | 山本裕洋 | 明治大学 |

| 回 | 開催年 | 開催月日 | 会場             | 男子     | 男子         | 男子     | 男子       | 男子     | 男子         | 男子     | 男子         | 男子     | 男子       | 男子       | 男子     |
| 回 | 開催年 | 開催月日 | 会場             | 軽量級   | 軽量級       | 軽中量級 | 軽中量級   | 中量級   | 中量級       | 軽重量級 | 軽重量級     | 重量級   | 重量級     | 無差別級   | 無差別級 |
| -- | ------ | -------- | ---------------- | -------- | ------------ | -------- | ---------- | -------- | ------------ | -------- | ------------ | -------- | ---------- | ---------- | -------- |
| 18 | 1966年 | 11月5日  | 大阪府立体育会館 | 東秀光   | 大阪商業大学 | 田畑隆璋 | 国士舘大学 | 山下雅之 | 早稲田大学   | 須磨周司 | 明治大学     | 西村昌樹 | 拓殖大学   | 山本裕洋   | 明治大学 |
| 19 | 1967年 | 11月4日  | 大阪府立体育会館 | 水信健   | 国士舘大学   | 田畑隆璋 | 国士舘大学 | 園田勇   | 福岡工業大学 | 野口泰三 | 青山学院大学 | 篠巻政利 | 明治大学   | 笹原富美雄 | 天理大学 |
| 20 | 1968年 | 11月2日  | 大阪府立体育会館 | 江種英明 | 福岡工業大学 | 津沢寿志 | 中央大学   | 園田勇   | 福岡工業大学 | 須磨周司 | 明治大学     | 中川良夫 | 早稲田大学 | 篠巻政利   | 明治大学 |

| 21 | 1969年 | 11月1日 | 大阪府立体育会館 | 津沢寿志   | 中央大学 | 後藤誠一   | 中央大学     | 正木照夫 | 拓殖大学 |
| 22 | 1970年 | 11月7日 | 大阪府立体育会館 | 津沢寿志   | 中央大学 | 後藤誠一   | 中央大学     | 河原月夫 | 明治大学 |
| 23 | 1971年 | 11月6日 | 大阪府立体育会館 | 野村豊和   | 天理大学 | 原吉実     | 明治大学     | 遠藤純男 | 日本大学 |
| 24 | 1972年 | 11月4日 | 大阪府立体育会館 | 光本正輝   | 天理大学 | 宇津木房夫 | 早稲田大学   | 上村春樹 | 明治大学 |
| 25 | 1973年 | 11月3日 | 大阪府立体育会館 | 藤本孝二   | 拓殖大学 | 松本薫     | 天理大学     | 白瀬英春 | 東海大学 |
| 26 | 1974年 | 11月2日 | 大阪府立体育会館 | 古川宏     | 天理大学 | 野瀬清喜   | 東京教育大学 | 喜納政美 | 日本大学 |
| 27 | 1975年 | 11月1日 | 大阪府立体育会館 | 五反田祝好 | 東海大学 | 野瀬清喜   | 東京教育大学 | 知念利和 | 東海大学 |

| 28 | 1976年 | 10月16日 | 大阪府立体育会館 | 鈴木克美 | 東京教育大学 | 今西弘和   | 天理大学 | 加瀬次郎 | 明治大学   | 近藤嘉明 | 東海大学 | 山下泰裕 | 東海大学 |
| 29 | 1977年 | 10月16日 | 大阪府立体育会館 | 濱田初幸 | 松山商科大学 | 八反田耕二 | 天理大学 | 日蔭暢年 | 国士舘大学 | 伊藤洋一 | 天理大学 | 吉岡剛   | 中央大学 |

| 回 | 開催年 | 開催月日       | 会場             | 男子     | 男子         | 男子     | 男子         | 男子     | 男子         | 男子     | 男子       | 男子     | 男子       | 男子     | 男子     | 男子     | 男子       | 男子     | 男子       |
| 回 | 開催年 | 開催月日       | 会場             | 超軽量級 | 超軽量級     | 軽軽量級 | 軽軽量級     | 軽量級   | 軽量級       | 軽中量級 | 軽中量級   | 中量級   | 中量級     | 軽重量級 | 軽重量級 | 重量級   | 重量級     | 無差別級 | 無差別級   |
| -- | ------ | -------------- | ---------------- | -------- | ------------ | -------- | ------------ | -------- | ------------ | -------- | ---------- | -------- | ---------- | -------- | -------- | -------- | ---------- | -------- | ---------- |
| 30 | 1978年 | 10月14日 -15日 | 大阪府立体育会館 | 藤本一也 | 東洋大学     | 寺町良次 | 筑波大学     | 名和孝徳 | 拓殖大学     | 日蔭暢年 | 国士舘大学 | 森脇進   | 中央大学   | 高澤雅樹 | 法政大学 | 山下泰裕 | 東海大学   | 山下泰裕 | 東海大学   |
| 31 | 1979年 | 10月13日 -14日 | 大阪府立体育会館 | 原口謙一 | 東海大学     | 寺町良次 | 筑波大学     | 遠藤猛   | 京都産業大学 | 小林弘二 | 東洋大学   | 相原雄治 | 天理大学   | 鈴木賢一 | 東海大学 | 山下泰裕 | 東海大学   | 山下泰裕 | 東海大学   |
| 32 | 1980年 | 6月14日 -15日  | 大阪府立体育会館 | 細川伸二 | 天理大学     | 山本洋祐 | 日本体育大学 | 中右次泰 | 天理大学     | 黒木正水 | 近畿大学   | 川野敏也 | 専修大学   | 木下英二 | 近畿大学 | 斉藤仁   | 国士舘大学 | 山本稔   | 東海大学   |
| 33 | 1981年 | 6月13日 -14日  | 大阪府立体育会館 | 藤野英雄 | 大阪商業大学 | 小寺健仁 | 東海大学     | 久野裕久 | 東海大学     | 高野裕光 | 筑波大学   | 三宅通彦 | 同志社大学 | 三原正人 | 東海大学 | 今川直明 | 国士舘大学 | 斉藤仁   | 国士舘大学 |

| 回 | 開催年 | 開催月日 | 会場             | 男子     | 男子     |
| 回 | 開催年 | 開催月日 | 会場             | 無差別級 | 無差別級 |
| -- | ------ | -------- | ---------------- | -------- | -------- |
| 34 | 1982年 | 11月7日  | 大阪府立体育会館 | 正木嘉美 | 天理大学 |
| 35 | 1983年 | 11月6日  | 大阪府立体育会館 | 正木嘉美 | 天理大学 |
| 36 | 1984年 | 11月11日 | 大阪市中央体育館 | 正木嘉美 | 天理大学 |
| 37 | 1985年 | 11月4日  | 大阪市中央体育館 | 岡田龍司 | 近畿大学 |
| 38 | 1986年 | 11月9日  | 大阪市中央体育館 | 小川直也 | 明治大学 |

| 回 （男/女） | 開催年 | 開催月日       | 会場             | 男子       | 男子         | 女子       | 女子         |
| 回 （男/女） | 開催年 | 開催月日       | 会場             | 無差別級   | 無差別級     | 無差別級   | 無差別級     |
| ------------ | ------ | -------------- | ---------------- | ---------- | ------------ | ---------- | ------------ |
| 39/1         | 1987年 | 11月15日       | 大阪市中央体育館 | 中林千春   | 天理大学     | 黒川琴美   | 国士舘大学   |
| 40/2         | 1988年 | 10月29日 -30日 | 大阪市中央体育館 | 小川直也   | 明治大学     | 小林貴子   | 筑波大学     |
| 41/3         | 1989年 | 11月12日       | 大阪府立体育会館 | 関根英之   | 東海大学     | 小林貴子   | 筑波大学     |
| 42/4         | 1990年 | 11月10日 -11日 | 大阪府立体育会館 | 三谷浩一郎 | 近畿大学     | 坂上洋子   | 筑波大学     |
| 43/5         | 1991年 | 11月3日        | 大阪府立体育会館 | 下出善紀   | 東海大学     | 浅田ゆかり | 湊川女子短大 |
| 44/6         | 1992年 | 10月3日 -4日   | 日本武道館       | 中村佳央   | 東海大学     | 増田仁子   | 龍谷大学     |
| 45/7         | 1993年 | 10月2日 -3日   | 日本武道館       | 篠原信一   | 天理大学     | 増田仁子   | 龍谷大学     |
| 46/8         | 1994年 | 11月1日 -2日   | 日本武道館       | 篠原信一   | 天理大学     | 妹尾ひでみ | 拓殖短大     |
| 47/9         | 1995年 | 10月7日 -8日   | 日本武道館       | 真喜志慶治 | 天理大学     | 外岡裕子   | 帝京大学     |
| 48/10        | 1996年 | 10月5日 -6日   | 日本武道館       | 上口孝太   | 日本大学     | 妹尾ひでみ | 拓殖大学     |
| 49/11        | 1997年 | 11月3日        | 大阪府立体育会館 | 小嶋新太   | 日本体育大学 | 木屋好絵   | 筑波大学     |
| 50/12        | 1998年 | 11月8日        | 大阪府立体育会館 | 村元辰寛   | 天理大学     | 水谷有希   | 拓殖大学     |